# Бог войны (фильм, 1914)
«Бог войны» (альтернативное название — «Пани Валевская») — совместный польско-французский немой чёрно-белый художественный фильм, снятый режиссёром Александром Герцем в 1914 году.
Премьера фильма состоялась 5 мая 1914 года. Фильм до наших дней не сохранился.

## Сюжет
Красавица Мария Лончи́ньская, в 16-летнем возрасте выходит замуж за семидесятилетнего графа Валевского. В это время Наполеон приближается со своей армией в Варшаве, где она его встречает. Во время бала она танцует с полководцем. В её сердце загорается пожар любви. Император пытается завоевать благосклонность графини Валевской, посылая ей дорогие драгоценности. Валевская не знает, на что решиться. Наконец она соглашается побыть наедине с Наполеоном, и отправляется в замок к императору. Мария расстаётся с мужем и с тех пор живёт с Наполеоном. Возникающие конфликты между ними, прекращаются надеждой на то, что родится сын Наполеона, которому предстоит занять место своего отца в дальнейшей борьбе за свободу народов.

## В ролях
- Стефан Ярач — Наполеон
- Мария Дулемба — графиня Мария Валевская
- Бронислав Орановский — князь Юзеф Понятовский